# Eugène Boré
Pour les articles homonymes, voir Boré.
Eugène Boré, né à Angers le 15 août 1809 et mort à Paris le 3 mai 1878, est un missionnaire et archéologue français, spécialiste des cultures orientales (Arménie, Iran, Turquie).

## Biographie

### Enfance et formation
Eugène Boré est né à Angers, son père décède en 1812 alors qu'il a trois ans, sa mère a des revenus modestes, il est le troisième enfant d'une famille de cinq. Il démarre sa formation initiale à Angers, puis il poursuit à Paris au Collège Stanislas, grâce à une bourse d'études.   
Il obtient le premier prix au concours général de philosophie où il se trouve en compétition avec Alfred de Musset. Puis après avoir étudié le droit durant une année, il se consacre finalement à la linguistique .   
Sa mère décède en 1828, ce qui l'affecte grandement. De plus ayant à cœur la question de l'unité religieuse, et l'émancipation des peuples par le christianisme, ces questions rejoignent celles étudiées par l'école mennaisienne. Ainsi, en 1829, Avec son frère, Léon Boré, il complète sa formation au sein de la congrégation de Saint-Pierre à Malestroit et à la Chénaie,. Durant ces années, il noue une amitié avec Félicité de la Mennais en qui il place toute sa confiance et avec qui il correspond régulièrement.   
Il fait des études remarquées et se spécialise dans les langues orientales. Au cours de ses études, il apprend l'arabe, le turc, le persan, l'arménien, l'hébreu et le syriaque.   

### Professeur et linguiste
En 1833, il est reçu à la société asiatique et se fait connaître par des articles dans la revue asiatique. De plus, il assure la suppléance du cours d'arménien au Collège de France durant un an de 1833 à 1834. 
Sensible aux misères sociales, il participe à des nombreuses œuvres de charité, participant activement aux visites de bienfaisance de la société de Saint-Vincent de Paul. 

### Mission littéraire à Venise
Désormais connu des milieux universitaires, on lui confie une mission littéraire au couvent des Pères Mekhitaristes à Venise, en 1835. Il écrit alors son premier livre, retraçant l'histoire de la société religieuse arménienne de Méchitar. Son goût du voyage le pousse à partir pour le Proche-Orient, il l'envisage comme un voyage lui permettant de « visiter le pays qui fut le berceau du christianisme, étudier la langue qu’on y parlait, en examiner les monuments, pour revenir ensuite, fort de ces nouvelles connaissances ».  

### Missions au Proche-Orient
Il réalise son voyage en tant que chargé de mission pour le compte du ministère de l’Instruction publique et de l’Académie des Inscriptions et Belles-Lettres. Il arrive à Constantinople le 6 décembre 1837. La ville est alors la capitale de l’Empire Ottoman. Il fréquente la congrégation des Lazaristes, implantée dans la ville et à côté de laquelle il est hébergé.   
Après deux ans, il part en compagnie de Père Félix Scafi, Lazariste italien, vers la Perse. Ils partent ensemble le 2 mai 1839, en suivant la côte de la Mer Noire pour arriver au port de Samsun, traversant la chaîne pontique, Tokat, ce qui les mène à Erzurum, en Arménie. Eugène Boré se rend également à Etchmiadzine, résidence du Patriarcat arménien orthodoxe, puis il se rend à Tabriz où il s'installe en 1838.   
Il ouvre une école catholique à Tabriz en Iran où il établit également des œuvres de charité. Le Shah de Perse le récompense pour l'excellence de l'école qu'il a fondé à Tabriz.    
Il participe ainsi à une mission archéologique en Perse. Il mène alors des études des monuments du pays, et à des missions de fouilles archéologiques. En 1840, il rencontre l'ambassadeur français, Édouard de Sercey à Ispahan, en Iran.  
Il rentre en France par la Mésopotamie.
Professeur au collège des Lazaristes de Constantinople, en 1847, il est envoyé en mission en Terre Sainte. Il voyage en Syrie et en Palestine. 
En 1849, à Constantinople, il entre à la congrégation de la Mission parfois aussi appelée Lazariste, où il est ordonné prêtre en 1850. Il dirige pendant quinze ans le collège de Bebek à Constantinople.  
De retour à Paris en 1866, il est nommé secrétaire général des missions étrangères. En 1867, il intègre le Conseil Général de L'Œuvre des Écoles d'Orient, à la demande de son confrère Médard Salvayre. Il siège à côté de Jean-Baptiste Étienne, supérieur général de la Congrégation de la Mission. 
Il est élu supérieur général de la congrégation de la Mission en 1874, poste qu'il occupe jusqu'à sa mort.

### Participation à des sociétés savantes
Il est membre de la société asiatique en 1833.
Il est membre correspondant de l'Académie des Inscriptions et Belles-lettres de 1842 à 1878.

### Mort
Après un voyage en Europe centrale, il ressent une grande fatigue et décède d'une congestion pulmonaire, le 3 mai 1878. A son chevet, le cardinal Joseph Hippolyte Guibert et son coadjuteur, l'archevêque François Richard de La Vergne. Il avait gardé près de lui, une croix, souvenir d'un ami qui lui était cher, sur laquelle était inscrit in « hoc signo vinces » (par ce signe, tu vaincras), qui sont des mots qui peuvent résumer l'idéal missionnaire qui a guidé sa vie.

## Œuvres

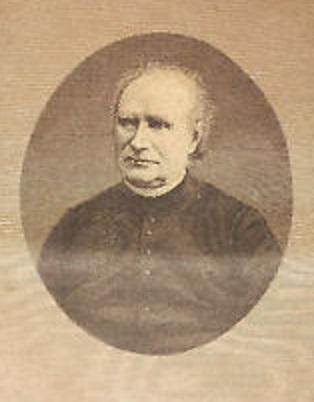
Portrait d'Eugène Boré (ouvrage édité en 1879)

- Saint Lazare ou histoire de la société religieuse arménienne de Méchitar, 1835
- Le couvent de Saint-Lazare à Venise, ou Histoire succincte de l'ordre des Méchitaristes arméniens, suivie de renseignements sur la langue, la littérature, l'histoire religieuse et la géographie de l'Arménie, 1837
- Russie, avec César Famin et Jean-Marie Chopin, Paris, Firmin Didot frères, 1838, 2 vol., réédité en 1857
- Révolutions des peuples du Nord (Paris, W. Coquebert, 1841-1842, 4 vol. in-8°)
- Fragment d'un voyage dans l'Asie Mineure, Bulletin de la Société de géographie, II, 1839, p. 382-393
- Correspondance et mémoires d'un voyageur en Orient, 2 vol, 1840
- Lettre sur quelques antiquités de la Perse, Journal Asiatique, 1842, p. 227-235
- Question des Lieux Saints, 1850
- Mémoire sur les Aghovans, ou Albanais d'Arménie, 1870